# جک اسکلینگتون
جک اسکلینگتون (انگلیسی: Jack Skellington) یک شخصیت و قهرمان اصلی فیلم کابوس قبل از کریسمس (۱۹۹۳) است. جک «پادشاه کدو تنبل» شهر هالووین است؛ دنیایی خیالی که تنها بر اساس تعطیلات هالووین بنا شده‌است.